# ایزوور، پاراچین
ایزوور (صربی: Izvor}} یک منطقهٔ مسکونی در صربستان است که در Pomoravlje District واقع شده‌است.
 ایزوور  ۹۲۹ نفر جمعیت دارد.